# ارزنی ایتالیایی

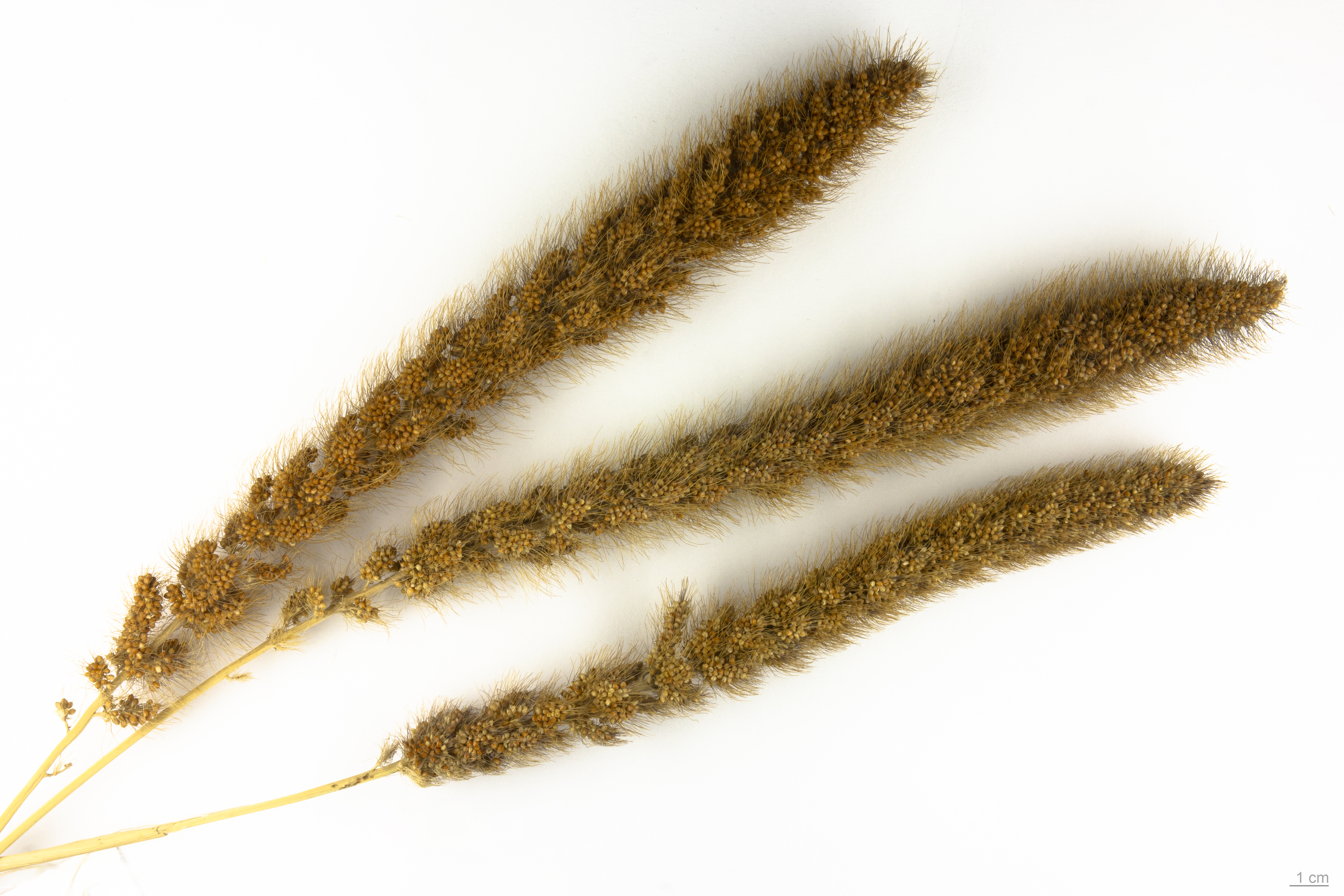
Setaria italica

ارزنی ایتالیایی، گاورس ایتالیایی (نام علمی: Setaria italica) نام یک گونه از تیره گندمیان است.